# Дзен
Зен или още дзен (от японски: 禅, санскр. ध्यान, дхя́на – „съзерцание“) е течение в махаяна будизма.
Зен Будизмът е школа, която поставя на централно място осъзнаването на текущия момент и прозрението в същността на нещата чрез личния опит.
Зен може да се определи и като практика, която помага на човек да проникне в своя собствен ум чрез медитация и да превъплъти постигнатото разбиране в ежедневния си живот. Трите основни елемента на практикуването на религиозната философия Зен са: медитация в седнало положение със скръстени крака (т. нар. зазен), извършване на някаква работа и пеене на псалми. Зен-будистки храм е Златният храм в Киото.
Установяването на Зен е традиционно отдавано на индийския принц станал монах Бодхидхарма, за който е записано, че отива в Китай да учи на „специално предаване на външни писания“, които „не стоят над думите“. Възникването на Зен като различно течение на будизма e документирано първо в Китай през 7 век. Смята се, че се развива като амалгама на различни течения в Махаяна будисткото мислене – сред тях са философиите на Йогачара и Мадхямака и Праджняпарамита литература – и местните традиции в Китай, особено Таоизма и Хинаяна Будизма. От Китай, Зен впоследствие се разпространява на юг към Виетнам на изток към Корея и Япония. В края на XIX век и началото на XX в., Зен също започва да се разпространява в Северна Америка и Европа.
Зен започва да се разпространява в Япония през 1191 г. от монаха Ейсай, който се счита за основател на школата Риндзай Дзен. Сложните теории на Риндзай Дзен са били популярни главно в средите на самураите и на военната класа и с тях е свързано практикуването на бойните изкуства. Има и друга разновидност на Зен – Сото Зен, която е била по-популярна сред хората на изкуството.

## Наименование
Японската форма „Зен“ (禅), както и китайската „чан“ (禪), произлиза от санскритската дума „дхяна“ (ध्यान), която буквално означава състояние на вниманието, съзерцание освободено (без) мисли и именно това действие е залегнало в основата на философията. Според нея човек може да достигне просветление чрез медитация и дисциплина.
В български източници думата се среща и като „зен“, и като „дзен“. В Нов правописен речник на българския език, издание на БАН е 2002 година, е кодифицирана като „дзенбудизъм“.

## Легендарен произход
Преки исторически източници за най-ранната история на зен не са запазени до наши дни. Съществуват множество теории за влиянието на други школи върху неговото възникване, но те се основават главно на сходства и съвпадения, а не на писмени текстове или разкази. Според някои изследователи дзен възниква при взаимодействието на махаяна будизма и даоизма, докато други търсят корените му в практиките на йога, а има и други противоречащи си теории.
Традиционно ранната история на зен се свързва с няколко легенди от китайския и японския фолклор.

### Цветна проповед
Произходът на зен будизма е приписван на Цветната проповед, най-ранният известен източник за която е от 14 век. Според тази легенда, че Буда Гаутама събрал един ден своите ученици за дхарма разговор. Когато се събрали заедно, Буда мълчал и някои решили, че той може да е уморен или болен. Буда мълчаливо въртял в ръцете си едно цвете и примигвал с очи. Няколко от неговите ученици се опитали да познаят какво означава това, но никой от тях не успял. Един от учениците на Буда, Махакашяпа, мълчаливо се вгледал в цветето и се усмихнал широко. Тогава Буда признал прозрението на Махакашияпа, казвайки:
Аз притежавам истинското дхарма око, чудния ум на нирвана, истинската форма на безформието, неуловимата дхарма врата, която не почива върху думи или букви, а е специално предаване извън свещените книги. Това аз поверявам на Махакашяпа.
По този начин чрез зен се развива метод, който се концентрира по-скоро върху директното преживяване, отколкото върху рационалните вероучения или разкрити писания. Според зен мъдростта се предава не чрез думи, а чрез поредица от преки предавания на мисълта от учител на ученик. Последователите на зен смятат, че тази поредица продължава непрекъсната от Буда до наши дни.
Някои съвременни изследователи, като популяризатора на източната философия Дайсецу Тейтаро Судзуки, критикуват тази претенция на зен, в която виждат необоснована измислица на житиеписците, целяща да гарантира на зен легитимност и престиж.

### Бодхидхарма
Създаването на зен традиционно се приписва на Бодхидхарма, индийски принц, станал будистки монах, вероятно в началото на 5 век. За него се смята, че пристигнал в Китай, за да учи на „специално предаване извън писанията“, което „не се основава на думи“. Някои учени смятат, че Бодхидхарма не е реално съществувала личност, а е комбинация от различни исторически фигури, живели през няколко различни столетия.
Бодхидхарма се свързва с няколко други имена и е известен също като Бодхитара. Той получава името Бодхидхарма от своя учител, известен като Панятара, Праджнатара или Праджнатхара. Обикновено се приема, че Бодхидхарма е син на владетел от южната част на Индия, макар че има известни спорове около произхода му.
След пристигането си в Китай Бодхидхарма посещава Гуанджоу и Лоян, където прекарва девет години в мълчалива медитация и става известен като „гледащият в стената брахман“. След това той се установява в империята Северна Уей, където негови ученици са Доаю и Хуейкъ.
В своя текст „Джъндао гъ“ Юндзя Сюендзюе (665 – 713), един от видните ученици на шестия патриарх на чан будизма в Китай Хуейнън, пише, че Бодхидхарма е 28-ият патриарх в поредица наследници на Махакашяпа, ученикът на Буда Гаутама и първи патриарх на чан будизма:
Махакашяпа беше първият, водейки линията на предаване;
Двадесет и осем Бащи го следваха на Запад;
Лампата тогава беше донесена по море в тази страна;
И Бодхидхарма стана Първият Баща тук:
Неговата мантия, както всички знаем, премина върху шест Бащи,
И от тях много умове видяха Светлината.
Често приписвана на Бодхидхарма е една проповед, съставена малко след смъртта му от негови последователи:
Будите не спасяват Буди. Ако използваш ума, за да търсиш Буда, няма да видиш Буда. Колкото и дълго да търсиш Буда някъде другаде, никога няма да видиш, че твоят собствен ум е Буда. Не използвай Буда, за да се кланяш на Буда. И не използвай ума си, за да призоваваш Буда. Будите не рецитират сутри. Будите не пазят или разрушават нищо. Будите не правят добро или лошо. За да намериш Буда, трябва да съзреш своята природа.

### Шестимата патриарси на чан
Малко преди смъртта си Бодхидхарма посочва ученика си Хуейкъ за свой наследник. Така Хуейкъ става първият китайски патриарх и вторият патриарх на зен в Китай. Според легендата Бодхидхарма предава на Хуейкъ три предмета като символ за предаването на дхарма – роба, чаша и препис на „Ланкаватара сутра“. След него традицията се предава последователно на патриарсите Сънцан, Даосин и Хунжън.
Според легендата след смъртта на Хунжън сред последователите на чан настъпва разцепление. Официално той е наследен от Шънсиу, но Хуейнън, друг от учениците му, също претендира за наследството и принуден да бяга от центъра на течението, храма Нанхуа. Той се установява в южната част на Китай, където оглавява собствена школа. Освен че и двете страни претендират да са получили посвещение от Хунжън, между тях изглежда има и известни доктринални различия. Според Северната школа просвещението настъпва постепенно, докато според Южната школа то става внезапно. Тъй като всички оцелели до наши дни клонове на зен извеждат произхода си от школата на Хуейнън, той обикновено е смятан за шестия и последен патриарх на зен в Китай.
Макар и двете школи да водят началото си от петия патриарх Хунжън, разликата между тях е огромна в доктринален и практически смисъл. Основен референт на тази разлика е стихът, написан от двамата основатели на школите в състезание за получаване на инсигниите на петия патриарх. 
Северна школа:
Тялото е дървото бодхи,;
умът – светло огледало.;
Дръж ги винаги почистени,;
не оставяй нито прашинка по тях.
Южна школа Хуейнън:
Тялото не е дървото бодхи;
Умът не е светло огледало.;
И защото в основата не съществува нищо,;
къде тогава ще се задържи какъвто и да е прах?.
Така шестимата китайски патриарси с приблизителното време на живота им са:
1. Бодхидхарма (около 440 – 528) Бодхидхарма или Дарума на яп. език
2. Хуейкъ (487 – 593) Хюико на яп. език
3. Сънцан (?–606) Сенгцан на яп. език
4. Даосин (580 – 651)Даохсин на яп. език
5. Хунжън (601 – 674) Хюйен на яп. език
6. Хуейнън (638 – 713) Хюнен на яп. език

```
Имената на шестимата патриарси на яп. език 
[
12
]
```

## История

### Чан в Китай
В класическата си форма зен се формира в Китай по времето на династията Тан (8 – 9 век). Традиционно той се разделя на т.нар. „Пет къщи на зен“. Първоначално тези течения не се разглеждат като обособени „школи“ или „секти“, но с времето те се разграничават по-ясно помежду си и придобиват по-институционализиран характер.
Петте къщи на зен (в скоби са посочени японските им наименования) са:
- Гуейян (игуо), наречена на Гуейшан Линьоу (771 – 854) и Яншан Хуейдзи (813 – 890)
- Линдзи (риндзай), наречена на Линдзи Исюен (?-866)
- Цаодун (сото), наречена на Дуншан Ляндзие (807 – 869) и Цаошан Бъндзи (840 – 901)
- Юнмън (умон), наречена на Юнмън Уънйен (?-949)
- Файен (хоген), наречена на Файен Уъни (885 – 958)

Повечето съвременни течения в зен произлизат пряко или са силно повлияни от първоначалните Пет къщи на зен.
В първите столетия след появата на будизма в Китай зен, наричан там чан, се превръща в най-голямото течение на китайския будизъм, създавайки и най-обширната литература в историята на страната, свързвана с конкретно религиозно направление. Учителите, претендиращи за духовен произход от Хуейнън, се разделят на множество различни школи, всяка със свои особености, но всички те запазват първоначалния акцент върху медитацията, личното обучение и личния опит. Разцветът на чан през епохата на династията Тан е отразен в известната фраза:
Погледни земите на дома на Тан —
те целите са царство на школата чан.
Традицията на чан продължава и при династията Сун, когато работят някои от видните учители на Петте къщи, като Мадзу Даои, Шътоу Сициен, Байджан Хуайхай и Хуанбо Сиюн. Техниките на класическите майстори са събрани в използвани до наши дни книги като „Биян Лу“ (1125) на Юену Къцин и „Умънгуан“ (1228) на Умън Хуейкай, и двамата от школата Линдзи. Тези текстове включват класически коани с коментари в стихове и проза.
При династията Сун къщите Гуейян, Файен и Юнмън постепенно са погълнати от Линдзи. В края на 11 век и началото на 12 век различните методи за обучение се оформят в характерната за зен практика на коаните, като този процес се свързва с учителя Дахуей Дзунгао. Коаните са типични за школата Линдзи, към която принадлежат Дахуей Дзунгао и Юену Къцин, но се използват в по-ограничен мащаб и от школата Цаодун.
Макар целта на обучението на чан да продължава да бъде духовното пробуждане, при своето развитие в Китай начинът на живот на неговите последователи става напълно различен от обичайния за индийския будизъм. Докато в Индия преобладава традицията на прехранване чрез просия, обществените условия в Китай довеждат до възникването на система от храмове и центрове за обучение, в които монасите се занимават и със светски дейности. Те се занимават със земеделие, за да произвеждат храната си, с дърводелство, строителство, домакинство, администрация и медицина.
Чан продължава да бъде влиятелно религиозно течение в Китай и след края на периода Сун, като много свързани с чан текстове се пишат и в ново време. Макар и двете течения да са с различен произход, в много китайски манастири чан се преподава наред с будизма на чистата земя, като с времето голяма част от различията между тях изчезват. При династията Мин чан преживява своеобразно възраждане с учители като Ханшан Дъцин, Юнци Джухун, Оуи Джъсю и Миюн Юану, който след смъртта си е обявен за първи патриарх на направлението обаку. След нов период на упадък, чан отново се активизира в началото на 20 век, когато работи учителят Сююн.
С налагането на комунистическия режим в Китай чан, както и останалите религиозни групи, са подложени на ограничения и преследвания, но продължава да има много последователи в Тайван, Хонконг и сред китайската диаспора по света. С относителната либерализация на режима в края на 20 век течението се активизира и в континентален Китай.

### Тиен във Виетнам
В Виетнам зен е известен под местното име тиен (Thiền). Според традицията, той навлиза в страната през 580 година, когато там се установява индийският монах Винитаручи, ученик на петия патриарх на чан Сънцан. Школата, основана от Винитаручи и неговия единствен виетнамски ученик, е смятана за най-старата виетнамска тиен школа. След дълъг период на ограничена популярност, през 10 век тя се превръща в една от най-влиятелните будистки групи в страната, особено при патриарха Ван Хан (?-1018). Други ранни школи на тиен са основаните от китайски монаси Во Нгон Тонг, повлияна от учението на Мадзу Даои, и Тао Дуонг, свързвана с техниката ниенфо.
През 13 век владетелят Чан Нян Тонг основава школата Трук Лам, силно повлияна от конфуцианската и даоистката философия, но през следващите столетия нейното влияние намалява за сметка на доминиращото във владетелския двор конфуцианство. През 17 век група китайски монаси създават школата Лам Те. Нейното местно разклонение Лиеу Куан е основано през 18 век и оттогава насам е основният клон на дзен във Виетнам.
Някои изследователи смятат, че влиянието на тиен в миналото на Виетнам е силно надценено и че школата е по-скоро със значение за елитарната реторика, а ролята ѝ в религиозната практика е ограничена. Историята на тиен е свързана с множество прекъсвания в традицията, които свързаните с течението текстове се опитват да прикрият. Въпреки това в наши дни броят на последователите на тиен във Виетнам се увеличава.

### Сон в Корея
Зен започва да прониква в Корея, където получава името сон, в края на периода Шила, когато корейски монаси, главно от теченията хуаом и йогачара, започват да пътуват до Китай и да изучават нововъзникващото учение. Учителят Мадзу Даои вече има корейски ученици, като по традиция школата Помнанг се смята за най-старата в Корея. Наследниците на Мадзу имат много корейски ученици, някои от които се връщат в родината си и основават Деветте планински школи
Развитието на сон получава най-силния си тласък при Чинул (1158 – 1210), монах от периода Корьо, който поставя началото на реформаторско движение и въвежда практиката на коаните в Корея. Той основава манастира Сунгуангса като ново средище на зен в страната.
По времето на Чинул орденът Чогие, свързан с дзен, се превръща в най-влиятелното течение на корейския будизъм, каквото остава и в наши дни. Към края на периода Корьо и през периода Чосон Чогие губи влиянието си сред повлияните от конфуцианството управляващи класи, макар че продължава да е популярен сред селяните. Въпреки разпространението на конфуцианството, поредица видни сон учители продължават да развиват корейския дзен и в столетията след Чинул.
Характерни за сон са наблягането на медитацията, монашеския живот и аскетизма. Много корейски монаси почти нямат лична собственост и понякога прекъсват всички връзки с външния свят. Някои от тях са почти просяци, пътуващи от храм на храм и практикуващи медитация. Сред монасите преобладава откъснатият отшелнически живот, концентриран върху медитацията.
Сон продължава да се практикува в Корея и днес в няколко главни манастирски средища и дори се преподава в някои университети. В неговата доктрина протича плавен преход от традиционната от времето на Чинул концепция за „внезапно просветление, постепенно култивиране“ към възродения от съвременния учител Сончол възглед на Хуейнън за „внезапно просветление, внезапно култивиране“.

### Зен в Япония
В Япония зен навлиза едва през 12 век, когато Мьоан Ейсай се връща от Китай и създава клон на школата Линдзи под местното име Риндзай. Няколко десетилетия по-късно Нанпо Шомьо (1235 – 1308) също изучава методите на Линдзи в Китай, след което се връща в Япония и основава Отокан, най-влиятелния клон на Риндзай. През 1215 година Доген, по-млад съвременник на Ейсай, също пътува до Китай, където става ученик на учителя от школата Цаодун Тиентун Жудзин. След завръщането си той създава школата Сото, японски клон на Цаодун. Направлението Обаку е основано през 17 век от китайския монах Инген от школата Линдзи, която по това време вече в продължение на столетия се развива независимо от Риндзай. По тази причина неговото учение е разглеждано като различно от това на Риндзай. По този начин възникват трите основни дзен школи в днешна Япония.
Зен, както и повечето японски клонове на будизма, подкрепят активно милитаристичната политика на японското правителство в началото на 20 век. Така много зен учители, известни след Втората световна война като пропагандатори на интернационализма и пацифизма, преди това са отявлени националисти.
В наши дни от тях Сото е най-голямата и Обаку е най-малката. Риндзай се разделя на няколко подшколи, свързвани с определени храмове – Миошин-джи, Нандзен-джи, Тенрю-джи, Дайтоку-джи и Тофуку-джи. Някои съвременни дзен учители, като Даюн Харада и Шунрю Судзуки, критикуват дзен будизма в Япония, смятайки, че той се е превърнал във формализирана система от празни ритуали, които малцина от практикуващите разбират. Според тях почти всички японски дзен храмове са станали семейни предприятия, предавани от баща на син, а функциите на духовниците са сведени до участие в погребални церемонии.

### Зен в Западния свят
В Европа експресионистите и движението дадаизъм в склонността си към изкуството имат много общо тематично с изследването на коаните и актуалния зен. Ранният френски сюрреалист Рене Дамал превел Сузуки, както и санскритски будистки текстове.
Книгата на Ойген Херигел „Зен и изкуството на стрелба с лък“ (1953) описва тренировката в повлияно от зен военно изкуство Кюдо (японска стрелба с лък), вдъхновило много от ранните западни практикуващи.
Британско-американският философ Алън Уотс е заинтересован от зен будизма; той написва няколко книги и изнася лекции през 50-те години. Уотс разбира зен като колело за мистична трансформация на съзнанието и също като исторически пример за незападен, нехристиянски път към живота, който е благоприятстван от практиката и изящните изкуства.
От зен се заинтересуват и мнозина психоаналитици като Карл Юнг (написал предисловието към книгата на Дайсецу Тейтаро Судзуки „Увод в зен будизма“), Ерих Фром (публикувал книга в съавторство със Сузуки и Ричард де Мартино на име „Зен будизъм и психоанализа“), Карен Хорни и други.

## Учение и практики

### Зен медитация
Зазен
Както името зен загатва, зен седящата медитация е сърцевината на зен практиката и се нарича зазен на японски. По време на зазен, практикуващите обикновено застават в седяща позиция също като лотос, полу-лотос. За да регулира ума, усещането е насочено директно към броенето или наблюдаването на дишането или енергията да се поставя в центъра под пъпа (китайски дан тиян, японски танден или хара). Често се седи на квадратна или кръгла възглавничка (зафу) поставена върху квадратно килимче (забутон); в някои случаи, може да бъде използван стол. В японската Риндзай традиция практикуващите обикновено седят с лице към центъра на стаята; докато в японската Сото традиция седят с лице към стена. В Сото зен медитацията шикантадза („просто седене“) е медитация без обекти, опори или съдържание, тя е основна форма на практика. Медитиращият се стреми да осъзнава потока от мисли, като им позволява да идват и отминават без намеса. Вместо това Риндзай зен насочва вниманието си към дишането и практиката с коани.

### Практика с коани
Зен-будистите могат да практикуват с изследване на коани по време на седящата медитация (зазен), вървяща медитация (кинхин) или по време на действията си в ежедневния живот. Коан (буквално „обществен случай“) е история или диалог, основно свързан със зен или други будистки истории; най-типичната форма е анекдот, включващ ранните китайски зен учители. Практиката с коан е специфична за течението Риндзай, но също се появява и в други течения или разклонение на зен в зависимост от линията на преподаване.
Тези анекдоти, включващи известни зен учители, са практическа демонстрация на тяхната мъдрост и могат да бъдат използвани, за да се тества прогресът на учениците в зен практиката. Коаните често са парадоксални или езиково безсмислени диалози или въпроси. Но за зен-будистите коанът е „мястото и времето, и събитието, където истината се разкрива сама“, невъзпрепятствана от противодействието и диференциацията на езика. Отговарянето на коан изисква ученика да изостави концептуалното мислене и логическия начин, по който мислим за света, също както творчеството в изкуството, подходящото прозрение и отговора изниква естествено и спонтанно в ума.

## Зенестетикаи зен изкуство
Комплексът от културни форми, който възниква с появата на философската система Зен, е наречен Зен-ки или Зен-активност. Терминът едновременно означава изблик, движение, динамика, импулс, жажда, спонтанност, неотложност. Зен-ки включва кратките диалози между учител и ученик, наречени коани, движенията на тялото, жестовете, контролирания глас, различни форми на изящните изкуства като поезията, драмата, архитектурата, градинарството, занаятите, специфичните цветове, звуци, метафори и пр.